# 弗朗茨·贝克特
弗朗茨·贝克特（德語：Franz Beckert，1907年3月13日—1973年9月7日），生于蒂蒂塞-诺伊施塔特，德国前男子竞技体操运动员。他曾获得1936年夏季奥运会体操比赛男子团体全能金牌。